# Pothatturpettai
Pothatturpettai è una suddivisione dell'India, classificata come town panchayat, di 18.698 abitanti, situata nel distretto di Tiruvallur, nello stato federato del Tamil Nadu. In base al numero di abitanti la città rientra nella classe IV (da 10.000 a 19.999 persone).

## Geografia fisica
La città è situata a 13° 17' 28 N e 79° 28' 24 E.

## Società

### Evoluzione demografica
Al censimento del 2001 la popolazione di Pothatturpettai assommava a 18.698 persone, delle quali 9.444 maschi e 9.254 femmine. I bambini di età inferiore o uguale ai sei anni assommavano a 2.983, dei quali 1.486 maschi e 1.497 femmine. Infine, coloro che erano in grado di saper almeno leggere e scrivere erano 10.763, dei quali 6.603 maschi e 4.160 femmine.